# Ligue adriatique de basket-ball D2 2017-2018
| \| Sarajevo Ohrid Tivat Čačak Belgrade Mostar Rogaška Slatina Cetinje Novo Mesto Split Koper Vršac \| Localisation des clubs engagés dans le championnat. |
| Sarajevo Ohrid Tivat Čačak Belgrade Mostar Rogaška Slatina Cetinje Novo Mesto Split Koper Vršac                                                           |

La saison 2017-2018 de l'ABA Liga 2 est la 1re édition de la ligue adriatique de basket-ball D2. Elle oppose cette saison douze clubs d'ex-Yougoslavie, dont dix sélectionnés selon le coefficient national de leur pays et les candidatures des clubs, et deux qualifiés (Serbie, Slovénie : 3; Bosnie-Herzégovine, Monténégro : 2; Croatie, Macédoine : 1) en une série de vingt-deux journées.
Les quatre meilleures équipes de la saison régulière sont qualifiés pour les playoffs. Le vainqueur du tournoi est promu en division supérieure pour l'édition suivante.

## Formule de la compétition
Douze équipes s'affrontent lors de la saison régulière sous forme de matches aller-retour. Chaque formation dispute vingt-deux rencontres, soit onze à domicile et onze à l'extérieur. À la fin de la saison, les quatre meilleures équipes sont qualifiées pour les playoffs. Le vainqueur des playoffs est promu en division supérieure pour l'édition suivante.
Les playoffs se tiennent à partir du 2 avril 2018 et se déroulent en deux tours : demi-finales et finale.
Les demi-finales et la finale se déroulent en un seul match.

## Clubs engagés
Légende des couleurs
- Qualifié

| Club                | Entraîneur            | Depuis | Salle                               | Capacité théorique | Ville                          |
| ------------------- | --------------------- | ------ | ----------------------------------- | ------------------ | ------------------------------ |
| AV Ohrid            | Petar Čočoroski       | 2016   | Biljanini Izvori                    | 4 000              | Ohrid ( Macédoine du Nord)     |
| Borac               | Raško Bojić           | 2015   | Dvorana Borac                       | 4 000              | Čačak ( Serbie)                |
| Bosna Royal         | Aleksandar Damjanović | 2017   | Kulturno sportski centar Skenderija | 5 616              | Sarajevo ( Bosnie-Herzégovine) |
| Dynamic VIP PAY     | Oliver Popović        | 2017   | Dynamic Arena                       | 5 000              | Belgrade ( Serbie)             |
| Krka                | Simon Petrov          | 2017   | ŠD Leona Štuklja Novo Mesto         | 2 500              | Novo Mesto ( Slovénie)         |
| Lovćen 1947 Cetinje | Dragan Radović        | 2017   | Sportski centar Lovćen Cetinje      | 1 500              | Cetinje ( Monténégro)          |
| Rogaška             | Damjan Novaković      | 2013   | Športna dvorana Rogaška Slatina     | 1 100              | Rogaška Slatina ( Slovénie)    |
| Split               | Ivica Skelin          | 2015   | Mala dvorana KK Split               | 3 500              | Split ( Croatie)               |
| Teodo Tivat         | Zoran Glomazić        | 2017   | Sportska dvorana Župa               | 1 500              | Tivat ( Monténégro)            |
| Zrinjski Mostar     | Hrvoje Vlašić         | 2016   | Bijeli Brijeg                       | 1 000              | Mostar ( Bosnie-Herzégovine)   |
| Sixt Primorska      | Jurica Golemac        | 2017   | Arena Bonifika                      | 5 000              | Koper ( Slovénie)              |
| Vršac               | Vladimir Đokić        | 2016   | Sport hall Millenium                | 4 400              | Vršac ( Serbie)                |

## Playoffs
|  | Demi-finales | Demi-finales | Demi-finales |  |  | Finale | Finale | Finale |  |  |  |  |  |
|  |              |              |              |  |  |        |        |        |  |  |  |  |  |
|  | 1            |              |              |  |  |        |        |        |  |  |  |  |  |
|  | 4            |              |              |  |  |        |        |        |  |  |  |  |  |
|  |              |              |              |  |  |        |        |        |  |  |  |  |  |
|  |              |              |              |  |  |        |        |        |  |  |  |  |  |
|  |              |              |              |  |  |        |        |        |  |  |  |  |  |
|  | 2            |              |              |  |  |        |        |        |  |  |  |  |  |
|  |              |              |              |  |  |        |        |        |  |  |  |  |  |
|  | 3            |              |              |  |  |        |        |        |  |  |  |  |  |

Source: druga.aba-liga.com

## Récompenses individuelles

### MVPs par journée de la saison régulière
| Journée | Joueur | Équipe | Évaluation |
| ------- | ------ | ------ | ---------- |
| 1       |        |        |            |
| 2       |        |        |            |
| 3       |        |        |            |
| 4       |        |        |            |
| 5       |        |        |            |
| 6       |        |        |            |
| 7       |        |        |            |
| 8       |        |        |            |
| 9       |        |        |            |
| 10      |        |        |            |
| 11      |        |        |            |
| 12      |        |        |            |
| 13      |        |        |            |
| 14      |        |        |            |
| 15      |        |        |            |
| 16      |        |        |            |
| 17      |        |        |            |
| 18      |        |        |            |
| 19      |        |        |            |
| 20      |        |        |            |
| 21      |        |        |            |
| 22      |        |        |            |